# Klagesiana
Klagesiana is een geslacht van vlinders van de familie van de Houtboorders (Cossidae), uit de onderfamilie van de Zeuzerinae. De wetenschappelijke naam en de beschrijving van dit geslacht werden voor het eerst in 2020 gepubliceerd door Roman Viktorovitsj Jakovlev, Artem Naydenov en Fernando Cesar Penco.
Het geslacht is vernoemd naar de amateurentomoloog en ornitholoog Samuel  M.  Klages (1875-1957), die een collectie van Zuid-Amerikaanse vogels had aangelegd gedurende de eerste dertig jaar van de twintigste eeuw.
Dit geslacht is monotypisch, dat wil zeggen dat het maar één soort heeft namelijk Klagesiana amazoniensis Yakovlev, Naydenov & Penco, 2020 uit Brazilië.